# Haploblepharus pictus
Haploblepharus pictus es una especie de peces de la familia Scyliorhinidae en el orden de los Carcharhiniformes.

## Morfología
• Los machos pueden llegar alcanzar los 57 cm de longitud total.

## Reproducción
Es ovíparo.

## Alimentación
Come peces pequeños  bentónicos, crustáceo s y cefalópodos.

## Hábitat
Es un pez de mar y de clima subtropical.

## Distribución geográfica
Se encuentra desde Namibia hasta el suroeste de la Provincia del Cabo (Sudáfrica ).